# Új hullám (film)
Az új hullám a második világháború rémségeiből felocsúdó, majd talpraálló Európa filmművészetében az (elsősorban) olasz neorealizmust követő filmirányzat. Különböző országokban más és más módon, ugyanakkor egymásra hatva bontakozott ki az 1950-es évek végén, a 60-as évek elején. Az új filmnyelv meghatározó jellemzője a produceri filmmel szemben a szerzői film volt. Ez annyit jelent, hogy általában a film írója azonos a film rendezőjével, aminek egyenes következménye a személyes hangvétel, személyes mondanivaló intenzív megjelenése, gyakran a líraiság. Az új hullám rendezői merész vágásokkal, újszerű beállításokkal, sajátos zenehasználattal párosuló filmnyelven szólaltak meg.
Jellemző rájuk a kortárs irodalommal és dzsesszzenével való mély alkotó kapcsolat is.

## A francia új hullám
A francia új hullám (Nouvelle Vague) nevét az Express című folyóirat egy 1957-es cikke adta. Kiemelkedő egyéniségei közül François Truffaut (Négyszáz csapás, Jules és Jim, Lőj a zongoristára, Bársonyos bőr, Lopott csókok, Családi fészek) pályáját filmkritikusként kezdte, és már mint rendező, megmaradt az új hullám teoretikusának. Talán ennek is köszönhető az új hullám (más nemzetek új hullámainak is) nagy fokú stiláris tudatossága.

„... a véletlen a cannes-i fesztiválon fiatal filmesek szemléjét hozta, nemcsak a francia, hanem a külföldi filmek tekintetében is, az újságírók ezt a kifejezést használták az új rendezők egy csoportjának megjelölésére (akik nem szükségképpen a kritikától érkeztek a filmhez, hiszen Alain Resnais-t vagy Marcel Camus-t is ide sorolták), és így lett széles körben használatos ez az elnevezés, amely szerintem nem fedte a valóságot, amennyiben külföldön azt hihették, hogy társulás fogja össze a fiatal francia filmeseket, akik rendszeresen találkoznak, valamilyen terv, közös esztétika egyesíti őket, holott ez nem így volt, csak fiktíven, teljesen külsődlegesen vették őket egy kalap alá.”

– Chris Petit és Verina Glaessner interjúja François Truffaut-val
Time Out, 197. szám, 1973. november 30.- december 6.

A francia új hullám más, jelentős alkotói: Jean-Luc Godard (Kifulladásig, A kis katona, Az asszony, az asszony, Éli az életét – tizenkét képben, Alphaville, Egy férjes asszony, A csendőrök, Külön banda, A megvetés, Bolond Pierrot, Hímnem-nőnem – tizenöt hiteles tény, Made in U. S. A., 2 vagy 3 dolgot tudok csak róla..., Week-end – egy kozmoszban elveszett film), Claude Chabrol (Unokafivérek, A szép Serge), Jacques Rivette (Párizs a miénk, Őrült szerelem, Out One: Noli Me Tangere, Földi szerelem, A négyek bandája), Éric Rohmer (Az Oroszlán-jegyében, Éjszakám Maudnál, Claire térde, Barátnőm barátja, Pauline a strandon, Az ősz meséje, A nyár meséje), Agnès Varda (Teremtmények, Cléo 5-től 7-ig), Jacques Demy (Cherbourgi esernyők, A rochefort-i kisasszonyok), Louis Malle (Zazie a metrón, Lidércfény, Felvonó a vérpadra, Szeretők), Alain Resnais (Szerelmem, Hirosima , Tavaly Marienbadban, A háborúnak vége, Gondviselés, Muriel), Roger Vadim (Veszedelmes viszonyok 1960-ban), Chris Marker.
Raoul Coutard operatőri munkája például szintén stílusmeghatározó abban, hogy a nagy kontrasztú chiaroscuro stúdiófotózást a "helyszíni" felvételek javára kerülte. A színészek fiatal generációja, akik közül néhányan a rendezők barátai, mint Jean-Paul Belmondo, Jean-Pierre Léaud, Anna Karina, Jean-Claude Brialy, Françoise Dorléac, Claude Jade és Stéphane Audran játszanak a kamera előtt.
A francia új hullám második hulláma olyan tehetségek nevéhez kötődik, mint például Jean Eustache (A mama és a kurva, A Mikulásnak kék szeme van), Philippe Garrel (Emlékül, Marie, Belső sebhely), Maurice Pialat (Kopár gyermekkor, Nem együtt öregszünk meg) vagy Jacques Doillon (Keményfejűek).
A francia új hullám napjainkig érezteti hatását. Számos nosztalgiafilm készült erről a korszakról. A legismertebbek: Álmodozók (Bernardo Bertolucci rendezésében) és az Éjfél után (Davide Ferrario rendezésében). Az amerikai filmművészetben Quentin Tarantino Jean-Luc Godard előtti tisztelgésként idézte meg a Külön banda című film híres táncjelenetét, ill. François Truffaut A menyasszony feketében volt című filmjét újította meg a Kill Bill című kétrészes munkájában.

## Az új hullám más országokban
Az angol új hullám (free cinema) legnagyobb hatású rendezője Tony Richardson volt (Dühöngő ifjúság, Egy csepp méz, A hosszútávfutó magányossága).
A lengyel új hullám rendezőit – filmnyelvi frissességük mellett – a nemzeti történelem és misztika iránti mély érdeklődés is jellemezte. Andrzej Wajda: Csatorna, Hamu és gyémánt, Lotna, Ártatlan varázslók; Munk, Kawalerovicz.
A szovjet új hullám a hruscsovi korszak, a XX. pártkongresszus nyomán néhány évre fellélegző társadalom egyik művészeti terméke volt. Grigorij Csuhraj: A negyvenegyedik (1956), A tiszta égbolt; Mihail Kalatozov: Szállnak a darvak (1957), Mihail Kalik: Elmentem a Nap után (1961), Elem Klimov: Hurrá, nyaralunk! (1964) stb.
A cseh új hullám egyike a hatvanas évek kiemelkedő művészeti mozgalmainak, a cseh film történetének egyik csúcsa. Kiemelkedő alakjai: Miloš Forman (Egy szöszi szerelme, Tűz van, babám!), Jiří Menzel (Szigorúan ellenőrzött vonatok), Věra Chytilová (Százszorszépek, Egy zsák bolha, Éva és Vera), Evald Schorm és mások voltak.
A különböző nemzetek filmművészeti új hulláma (különösen a lengyel és a francia) erőteljesen hatott a fiatal magyar filmesek új nemzedékére. Hatásuk felismerhető Jancsó Miklós (Oldás és kötés, Fényes szelek), Szabó István (Álmodozások kora), Sára Sándor, Huszárik Zoltán (Szindbád, Csontváry), Gaál István (Sodrásban, Legato), a legendás Herskó-osztály rendezőinek első filmjeiben.

## Szakirodalom
- Tavasz és nyár között. A cseh és szlovák "új hullám" antológiája; vál., szerk. Zalán Vince, Héttorony–Budapest Film, Bp., 1990
- Zalán Vince: Film van, babám! A cseh újhullámról; Gondolat, Bp., 2016
- Pentelényi László – Zentay Nóra Fanni (szerk.): JLG/JLG – Jean-Luc Godard dicsérete, avagy a filmművészet önfelszámolása (Szerzőifilmes könyvtár 3. kötet; Francia Új Hullám KIadó, Budapest, 2012)
- Paul Schrader: A transzcendentális stílus a filmben: Ozu / Bresson / Dreyer (Szerzőifilmes Könyvtár 2. kötet; Francia Új Hullám Kiadó, Budapest, 2011)
- Bikácsy Gergely: Bolond Pierrot moziba megy. A francia film ötven éve (Héttorony Könyvkiadó – Budapest Film, Budapest, 1992)
- Kovács András Bálint: Metropolis, Párizs (Képzőművészeti Alap, Budapest, 1992)
- Kovács András Bálint: A modern film irányzatai – az európai művészfilm 1950–1980 (Palatinus filmkönyvek; Palatinus Kiadó, Budapest, 2005)
- Vincze Teréz: Szerző a tükörben – Szerzőiség és önreflexió a filmművészetben (Metropolis könyvtár 1. kötet; Mertopolis – Kijárat, Budapest, 2013)
- Zalán Vince (szerk.): François Truffaut – Önvallomások a filmről (Osiris Könyvtár – Film; Osiris, Budapest, 1996)
- François Truffaut: Hitchcock–Truffaut interjúkötet. (Pelikán Kiadó – Magyar Filmintézet, Budapest, 1996)
- Nemes Károly: Jean-Luc Godard. (Filmbarátok kiskönyvtára – Kortársaink a filmművészetben; Múzsák – Népművelési Propaganda Iroda, Budapest, 1983)
- Nemes Károly: Tony Richardson (Filmbarátok kiskönyvtára – Kortársaink a filmművészetben; Magyar Filmtudományi Intézet és Filmarchívum – Népművelési Propaganda Iroda, Bp., 1977)

## Külső hivatkozások
- Új hullámok Európában; Filmvilág